# Софонов, Георгий Петрович
Георгий Петрович Софонов — советский хозяйственный, государственный и политический деятель.

## Биография
Родился в 1919 году. Член КПСС с 1952 года.
В 1956—1960 — председатель завкома профсоюза Московского автозавода имени Лихачева.
В 1960—1961 — секретарь парткома Московского автозавода имени Лихачева.
В 1961—1962 — первый секретарь Пролетарского районного комитета КПСС города Москвы.
В 1966 — председатель ЦК профсоюза работников машиностроения.
В 1968—1983 — председатель Центрального совета Всесоюзного общества изобретателей и рационализаторов.
С 1983 — персональный пенсионер союзного значения
Делегат XXII съезда КПСС.
Жил в Москве.

## Награды
- Орден Трудового Красного Знамени (06.12.1957, 1966, 25.08.1971)
- Орден Дружбы народов (04.06.1981)